# The Papercut Chronicles II
| Críticas profissionais | Críticas profissionais |
| Avaliações da crítica  | Avaliações da crítica  |
| Fonte                  | Avaliação              |
| ---------------------- | ---------------------- |
| Artistdirect           | [ 2 ]                  |
| Audiopinions           | [ 3 ]                  |
| Entertainment Weekly   | B                      |
| Hitfix                 | B                      |
| IGN                    | [ 6 ]                  |
| Metromix               | [ 7 ]                  |
| Rate Your Music        | [ 8 ]                  |
| Rolling Stone          | [ 9 ]                  |
| The Tune               | [ 10 ]                 |

The Papercut Chronicles II é o quinto álbum de estúdio do grupo inglês Gym Class Heroes. Lançado em 15 de novembro de 2011 pela Fueled By Ramen. A edição deluxe do disco terá lançamento em 30 de Janeiro de 2012.

## Singles
- O single de avanço é "Stereo Hearts" com participação de Adam Levine vocalista do Maroon 5. Disponível para download digital no iTunes em 14 de junho de 2011[12] e alcançou a 4ª posição no Billboard Hot 100.

- O segundo singe do álbum é "Ass Back Home" com participação de Neon Hitch. Tornou-se disponível para download no iTunes em 1 de novembro de 2011.

## Faixas
| Edição padrão |                                                    |                                                                                 |                       |         |  |
| N.º           | Título                                             | Compositor(es)                                                                  | Produtor(es)          | Duração |  |
| 1.            | "Za Intro"                                         |                                                                                 |                       | 1:33    |  |
| 2.            | "Martyrial Girls"                                  |                                                                                 |                       | 3:37    |  |
| 3.            | "Life Goes On" (com Oh Land)                       |                                                                                 | Emile                 | 4:12    |  |
| 4.            | "Stereo Hearts" (com Adam Levine do Maroon 5)      | Travie McCoy, Adam Levine, Benny Blanco, Brandon Lowry, Ammar Malik, Dan Omelio | Benny Blanco, Robopop | 3:31    |  |
| 5.            | "Solo Discotheque (Whiskey Bitness)"               |                                                                                 |                       | 4:02    |  |
| 6.            | "Holy Horseshit, Batman!!"                         |                                                                                 |                       | 3:41    |  |
| 7.            | "Ass Back Home" (com Neon Hitch)                   |                                                                                 | Benny Blanco          | 3:42    |  |
| 8.            | "Nil-Nil-Draw"                                     |                                                                                 |                       | 3:15    |  |
| 9.            | "Lazarus, Ze Gitan"                                |                                                                                 |                       | 3:51    |  |
| 10.           | "The Fighter" (com Ryan Tedder do OneRepublic)     |                                                                                 | Ryan Tedder           | 3:49    |  |
| 11.           | "Kid Nothing and the Never-Ending Naked Nightmare" |                                                                                 |                       | 8:23    |  |

| Edição Deluxe |                                                                       |         |  |
| N.º           | Título                                                                | Duração |  |
| 12.           | "Stereo Hearts" (com Adam Levine [Soul Seekers Retronica Radio Edit]) |         |  |
| 13.           | "Stereo Hearts" (com Adam Levine [Dillon Francis Radio Edit])         |         |  |